# 胡靖航
胡靖航(Hu Jinghang，1997年3月23日—）是中华人民共和国的職業足球運動員，司職前鋒，现由中國超級足球聯賽上海上港外借至武汉卓尔职业足球俱乐部，曾租借于河南建业2个赛季。

## 職業生涯
2015年7月胡靖航次入選上海上港出場名單。2016年2月9日，在2016年亞洲聯賽冠軍盃對戰蒙通聯出場，90分鐘入替艾沙姆·基恩 。